# Belfast, Pennsylvania
Belfast är en ort i Northampton County i delstaten Pennsylvania, USA.